# Deadly Tropics
Deadly Tropics ist eine französische Polizei-Fernsehserie, die seit dem 22. November 2019 in Frankreich auf dem Sender France 2 und in Deutschland seit dem 30. November 2020 unter anderem auf ZDFneo ausgestrahlt wird.
Der Dreh zur 7. Staffel fand von April bis Juli 2025 auf Martinique statt.

## Inhaltsangabe
Kommandantin Mélissa Sainte-Rose, ursprünglich aus Martinique, wird vom französischen Festland nach Fort-de-France versetzt. Sie verbündet sich mit Capitaine Crivelli. Die Beziehung zwischen den beiden Polizistinnen ist angespannt. Sie sind in ihrem Verhalten völlig unterschiedlich, ergänzen sich aber bei der Aufklärung von Morden.

## Morde und Verbrechen auf den Antillen
Der geografische und menschliche Kontext erinnert an die französisch-britische Serie Death in Paradise: Ermittlungen zu Morden auf einer Insel in den Antillen, sentimentale Lebens- und Familienleben der beiden am Fortgang der Ermittlungen beteiligten Protagonisten. Der französische Humor, die Sexualisierung bestimmter Szenen und die Herangehensweise an gesellschaftliche Probleme in Deadly Tropics unterscheiden es deutlich von Death in Paradise.

## Besetzung

### Haupt- und Nebendarsteller

#### Melissa Sainte-Rose Team
- Sonia Rolland: Commandante Mélissa Sainte-Rose
- Béatrice de La Boulaye: Capitaine Gaëlle Crivelli
- Julien Béramis: Lieutenant Aurélien Charlery

#### Kommissar
- Stéphan Wojtowicz: Alain Etcheverry

#### Forensischer Pathologe
- Valentin Papoudof: Philippe Dorian, bekannt als „Phil“

#### Staatsanwalt
- Xavier Robic: Alexandre Peskine, stellvertretender Staatsanwalt (Staffel 2, Episoden 5 bis 8)

#### Melissa Sainte-Rose Familie
- Antoinette Giret: Chloé, Tochter von Mélissa
- Benjamin Douba-Paris: Lucas, Sohn von Mélissa
- Mark Grosy: Gaëtan Coste, Liebhaber von Mélissa (Staffel 2)
- Arié Elmaleh: Franck, Ex-Ehemann von Mélissa, Vater von Chloé und Lucas und ehemaliger Liebhaber von Gaëlle (Staffel 2 und 3)
- Rémi Pedevilla: Christopher Delval, Mélissas Liebhaber und Lucas’ Französischlehrer (Staffel 1)